# Manfred Scheich

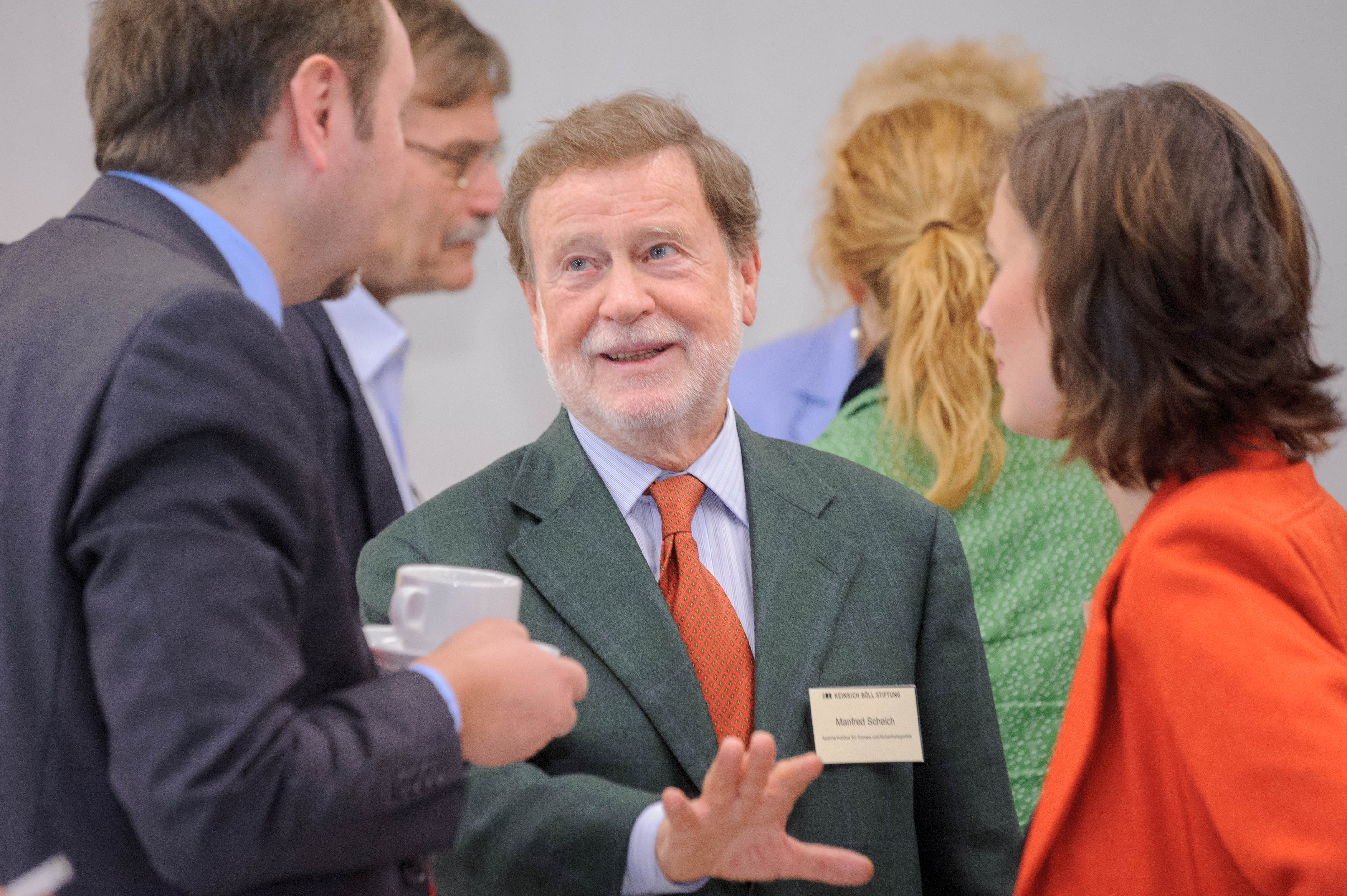
Manfred Scheich im Jahr 2012

Manfred Scheich (* 26. April 1933 in Troppau; † 6. März 2020 in Wien) war ein österreichischer Botschafter.

## Leben
Manfred Scheich studierte Handelswissenschaften in Wien und von 1957 bis 1958 an der Johns Hopkins University in Bologna. Seit 1954 ist er Mitglied der katholischen Studentenverbindung KÖHV Franco-Bavaria Wien im ÖCV.
1960 trat er in den auswärtigen Dienst und wurde bei der OECD in Paris beschäftigt.
Von 1960 bis 1964 war er Stellvertretender Leiter der Österreichischen Delegation bei der Europäischen Freihandelsassoziation in Genf.
Von 1964 bis 1967 war er wiederum im Bundesministerium für europäische und internationale Angelegenheiten in Wien beschäftigt.
Von 1967 bis 1969 wurde er im Sekretariat der UNIDO in Wien beschäftigt.
von 1967 bis 1970 war er Vorsitzender des Außenpolitischen Ausschusses des Österreichischen Arbeitnehmerinnen- und Arbeitnehmerbundes (ÖAAB).
Von 1970 bis 1974 war er Botschaftsrat bei der EG in Brüssel.
Von 1970 bis 1974 war er Botschaftsrat in Bern.
Von 1974 bis 1978 war er Botschafter nach Algier.
Von 1983 bis 1986 leitete er die Österreichische Vertretung bei der EG in Brüssel.
Von 1986 bis 1993 wurde er in der Wirtschaftssektion des Bundesministeriums für Auswärtige Angelegenheiten beschäftigt.
Von 1993 bis 1999 leitete er die Ständige Vertretung Österreichs bei der Europäischen Union.
Er wurde am Neustifter Friedhof bestattet.